# Ewa Deelman

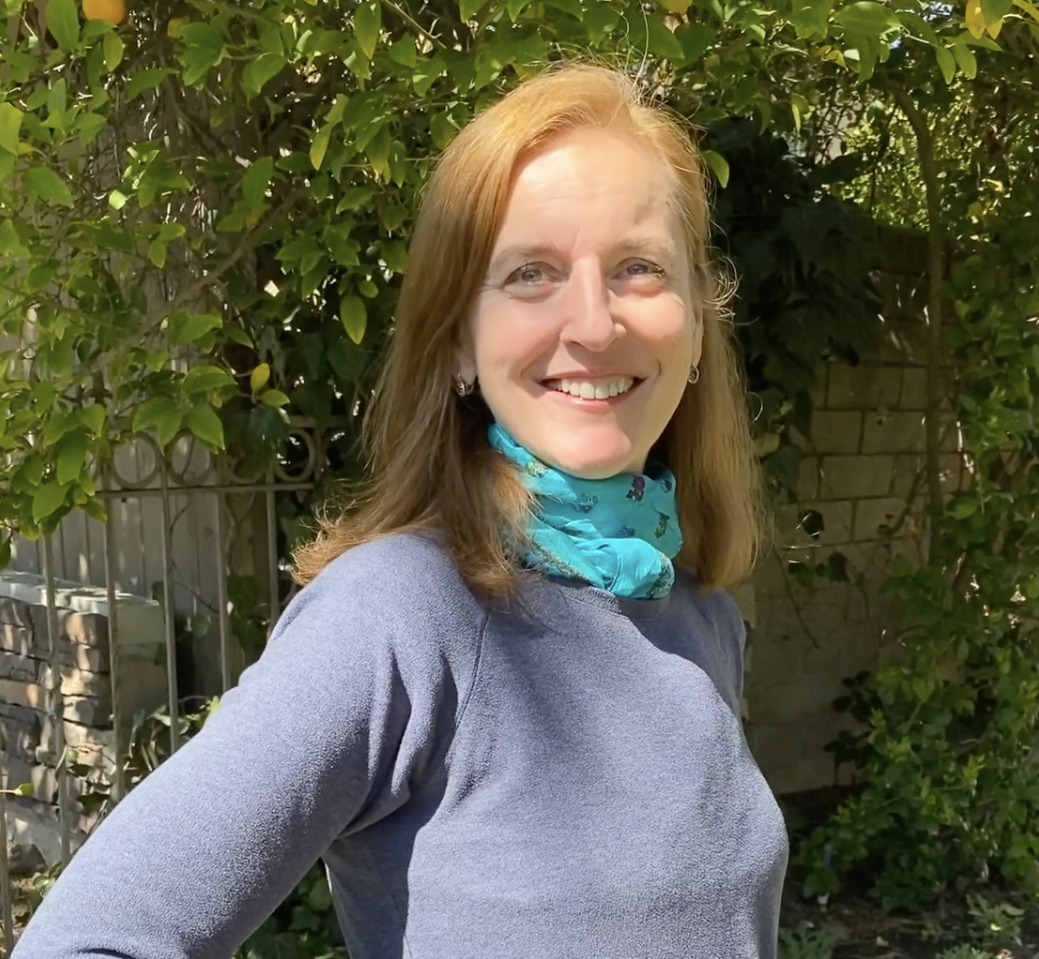
Ewa Deelman, 2021

Ewa Deelman (* 20. Jahrhundert in USA) ist eine US-amerikanische Informatikerin und Hochschullehrerin. Sie ist Forschungsprofessorin für Informatik an der USC Viterbi School of Engineering und leitende Wissenschaftlerin am Information Sciences Institute. Sie hat sich auf verteiltes Rechnen und Cloud Computing für Anwendungen im wissenschaftlichen Rechnen spezialisiert.

## Leben und Werk
Deelman studierte von 1984 bis 1987 Mathematik am Wells College, wo sie ihren Bachelor-Abschluss erhielt. Danach studierte sie von 1989 bis 1991 Computer Science an der State University of New York at New Paltz mit einem Master-Abschluss. Sie forschte von 1993 bis 1997 am Rensselaer Polytechnic Institute und promovierte dort 1997 bei Bolesław Szymanski mit der Dissertation Performance Optimization of Parallel Discrete Event Simulation of Spatially Explicit Problems.
Von 1997 bis 2000 war sie als Senior Software Developer an der University of California tätig. Anschließend war sie am USC(University of Southern California)-Information Sciences Institute bis 2002 Computer Scientist, bis 2007 als Research Team Leader, bis 2012 Project Leader.
Im Jahr 2003 wurde sie am USC Computer Science Department Research Assistant Professor, 2009 Research Associate Professor und 2016 Research Professor.

## Forschung
Seit 2000 beschäftigt sie sich mit wissenschaftlichen Arbeitsabläufen und leitet den Entwurf und die Entwicklung der Pegasus-Software, die komplexe Anwendungsabläufe auf verteilte Ressourcen abbildet. Pegasus wird von einer breiten Forschergemeinschaft in den Bereichen Astronomie, Bioinformatik, Erdbebenwissenschaft, Gravitationswellenphysik, Limnologie und anderen genutzt. Diese Plattform beschleunigt wissenschaftliche Entdeckungen, indem sie es Wissenschaftlern auf der ganzen Welt ermöglicht, Berechnungen mit riesigen Datenmengen durchzuführen. Die berühmteste Zusammenarbeit, die sich auf Deelmans Erfindung stützte, war LIGO, dessen Gründer für die Entdeckung von Gravitationswellen 2017 den Nobelpreis für Physik erhielten.
Deelmans Pegasus wurde vom Southern California Earthquake Center verwendet, um die weltweit erste physikbasierte probabilistische seismische Gefahrenkarte von Südkalifornien zu erstellen. Eine andere Gruppe von Wissenschaftlern nutzt die Rechenleistung von Pegasus, um zusammenzuarbeiten und Agrarwissenschaftler bei der Entwicklung besserer Nutzpflanzen zu unterstützen. Pegasus wurde auch von Biologen zum Schutz gefährdeter Arten genutzt.
Deelman beschäftigte sich, lange bevor der Begriff Big Data aufkam, mit Fragen des Datenmanagements in wissenschaftlichen Arbeitsabläufen und war eine der ersten Forscherinnen, die den Einsatz von Cloud Computing für wissenschaftliche Entdeckungen erforschte.
Deelman ist die leitende Forscherin für den CI Compass (ehemals CI CoE-Pilotprojekt), das Cyberinfrastruktur-Praktikern an NSF-Großeinrichtungen und im gesamten Forschungsökosystem aktive Unterstützung bietet, um eine kontinuierliche Weiterentwicklung der Technologien zu ermöglichen.
Sie ist Mitherausgeberin seit 2020 des IEEE Science and Engineering Journal, seit 2019 des IEEE Internet Computing, von 2016 bis 2018 der IEEE Transactions on Parallel and Distributed Systems und von 2002 bis 2014 verantwortlich für Grid- und Cloud-Computing für das Scientific Programming Journal. Sie ist Mitherausgeberin des Buches Workflows in e-Science, Springer 2007.
Sie ist seit 2015 Mitglied des Redaktionsausschusses bei dem International Journal of High Performance Computing Application und der ACM International Conference Proceeding Series und seit 2013 beim Journal of Grid Computing.
Am 20. April 2024 betrug ihr h-Index laut Google Scholar 79.

### Auszeichnungen
- 1993–1994: General Electric Foundation Fellowship, Rensselaer Polytechnic Institute
- 2013: Innovations in Networking Award 2013 der Corporation for Education Network Initiatives in Kalifornien (CENIC) für experimentelle/Entwicklungsanwendungen für das ADAMANT-Projekt (Adaptive Data-Aware Multi-domain Application Network Topologies)
- 2015: USC Information Sciences Achievement Award “for technical contributions and leadership the field of scientific workflow systems for high-performance computing”
- 2015: ISI Institute Achievement Award[4]
- 2017: IEEE Fellow
- 2019: Fellow of the American Association for the Advancement of Science (AAAS)[5]
- 2021: HPCwire Readers’ Choice award for Best HPC Collaboration across Academia, Government, and Industry, International Conference for High Performance Computing, Networking, Storage and Analysis (SC21)
- 2021: Euro-Par Achievement Award, “In recognition of her outstanding contribution to parallel computing”